# Modem kablowy

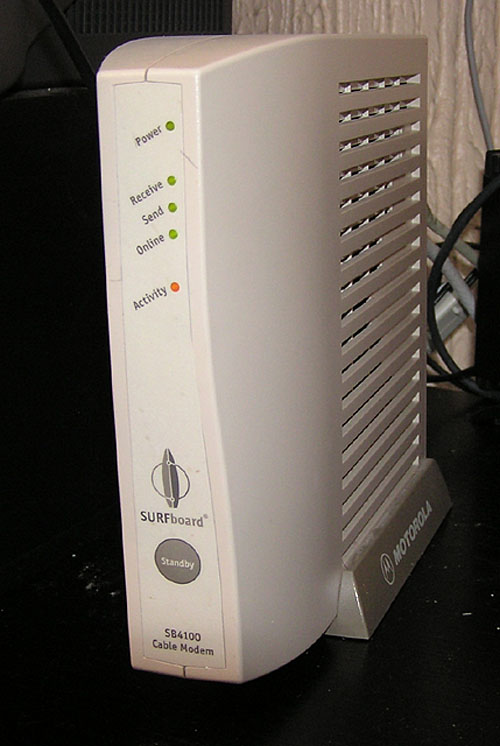
Jeden z pierwszych modemów kablowych SB4100 firmy Motorola

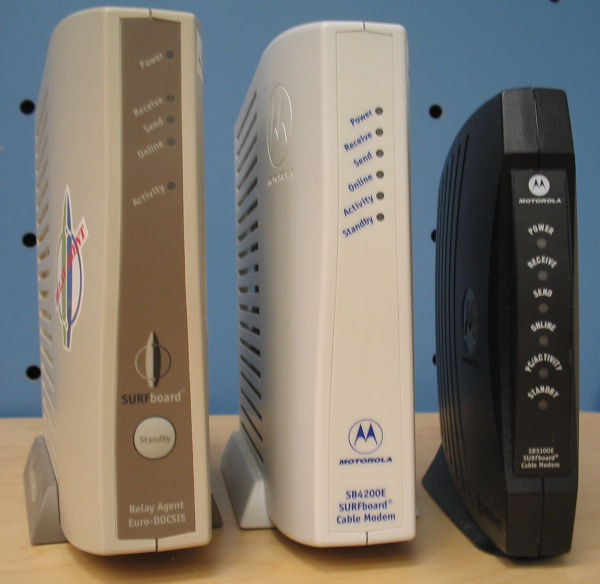
Rodzina wraz z modelem serwisowym (pierwszy z lewej)

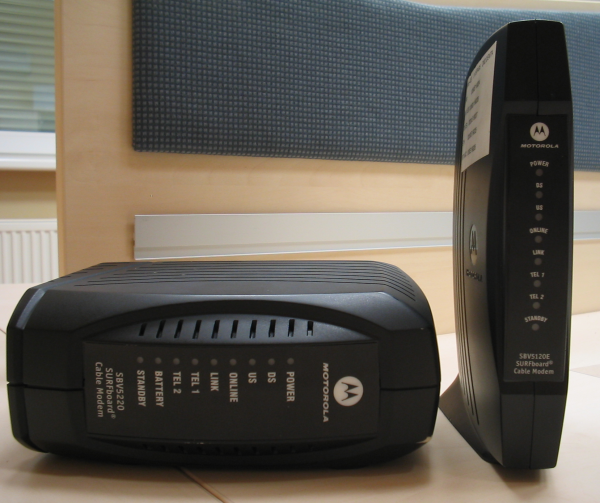
Dwa modemy VoIP – leżący to model z podtrzymaniem zasilania

Modem kablowy – abonenckie urządzenie w sieci telewizji kablowej.

## Informacje podstawowe
Służy do komunikacji komputera użytkownika sieci ze stacją czołową telewizji kablowej, w której znajduje się kontroler modemów kablowych CMTS. Z kolei kontroler CMTS przesyła dane otrzymane z sieci kablowej do dostawcy Internetu (dostawcy usług internetowych, ISP). Modem komunikuje się z komputerem za pomocą interfejsu Ethernet lub USB. Z kontrolerem CMTS modem komunikuje się poprzez kabel współosiowy typu RG-6 zakończony złączem typu F, korzystając ze standardu DOCSIS lub EuroDOCSIS. Modem jest całkowicie kontrolowany przez kontroler CMTS. Aby rozpocząć pracę modem musi zalogować się do kontrolera. Modem, mimo że korzysta z tego samego kabla co telewizja kablowa, nie blokuje sygnału telewizyjnego. Jeden abonent może używać wiele modemów kablowych.

## Standard
W przeciwieństwie do innych urządzeń abonenckich (np. do routerów przeznaczonych na rynek SOHO), modemy kablowe podlegają certyfikacji obejmującej sprzęt oraz oprogramowanie (firmware). Testy przeprowadzane są przez konsorcjum CableLabs odpowiedzialne za wprowadzenie standardu DOCSIS oraz tComLabs (standard EuroDOCSIS). Producenci modemów kablowych zgłaszają do CW (ang. Certification Wave) urządzenia – zarówno nowe, jak i już wcześniej certyfikowane, jeśli wyposażane są w nowszą wersję firmware'u. Dzięki temu operatorzy sieci kablowych mają pewność współpracy wielu różnych urządzeń pracujących jednocześnie na jednym kontrolerze modemów kablowych (CMTS). Ma to niebagatelne znaczenie wobec istnienia 5000 – 8000 modemów kablowych różnych producentów.

## Technika
Modem kablowy zbudowany jest na pojedynczym zintegrowanym chipie odpowiadającym za większość funkcji modemu, m.in. za demodulację sygnału dostarczanego przez kontroler CMTS. Kontroler CMTS przesyła sygnał używając jednego (standard DOCSIS w wersji 1.0/1.1/2.0) lub wielu kanałów (wersja 3.0) o szerokości 6 MHz (DOCSIS) lub 8 MHz (EuroDOCSIS), używając modulacji QAM – 64 lub 256 – do wszystkich modemów w obrębie jednej domeny MAC.
Aby rozpocząć pracę modem musi najpierw znaleźć kanał dosyłowy, czyli tzw. downstream – wybrany do nadawania fragment pasma o szerokości 6 lub 8 MHz. W tym celu przeszukuje kanały TV zgodnie z rastrem PAL lub NTSC, przesuwając się odpowiednio o 6 lub 8 MHz. Jeśli nie znajdzie kanału dosyłowego na dobrze znanych częstotliwościach szukając według rastra, wówczas przechodzi do skanowania dokładnego co 1 MHz. Po odnalezieniu sygnału dosyłowego modem dokonuje ekstrakcji danych z paczki MPEG-2 – informacji o torze zwrotnym (upstream). Informacje te to m.in. częstotliwość, na której może nadawać (np. 35 MHz), szerokość kanału oraz sloty czasowe, w których może przeprowadzić transmisję. Opcjonalnie, jeśli modem jest zgodny z wersją DOCSIS 3.0, może dołączyć inne kanały Downstream i Upstream w celu zwiększenia dostępnego pasma transmisji aż do setek Mbps. Po wynegocjowaniu mocy nadawania modem przechodzi do części IP – pobiera przez DHCP adres IP, następnie plik konfiguracyjny z TFTP i czas z serwera ToD. Opcjonalnie włączane jest także szyfrowanie danych (zwykle DES lub 3DES), które w DOCSIS nazywa się BPI+ (ang. Baseline Privacy Interface). Kontroler CMTS autoryzuje modem, który odszukuje w strumieniu dane kierowane do urządzeń podłączonych poprzez porty Ethernet lub USB i przekazuje je dalej (jako bridge) na podstawie adresu MAC. Urządzenie podłączone do modemu może wtedy pobrać adres z serwera DHCP i rozpocząć normalną pracę. W przypadku podłączenia przez USB modem rozpoznawany jest jako urządzenie klasy sieciowej – karta sieciowa.

## Typy modemów kablowych
Obecnie klasyczne modemy zastępowane są przez nowe wersje z portami telefonicznymi RJ-11, służącymi do podłączenia telefonów analogowych. Zwane są przez operatorów telewizji kablowej modemami VoIP. Mniej popularne są modemy-bramki, w skład których najczęściej wchodzą:
- router
- przełącznik
- WiFi

oraz czasem dodatkowo:
- serwer wydruku